# 탄현도서관
탄현도서관은 경기도 파주시에 있는 도서관이다.

## 연혁
- 2016년 1월 27일 개관

## 시설현황
- 지하1층: 주차장 및 기계전기실
- 지상1층: 면사무소, 보건소
- 지상2층: 도서관, 다목적 강당, 소회의실
- 지상3층: 주민자치센터, 식당, 문화교실

## 이용 안내
이용 시간
- 일~토요일 09:00~18:00

휴관일
- 매주 일요일
- 정부지정 공휴일
- 임시휴관일(도서관 사정상 휴관이 필요한 경우)